# Miss Univers
Miss Univers és un títol de bellesa femenina. També es coneix així al certamen que ho confereix i que és realitzat anualment, jutjant la bellesa integral, la seguretat, la intel·ligència, l'elegància, el port i la pose de candidates provinents de diferents parts del món. L'actual detentora del títol, Miss Univers 2010, és la mexicana Ximena Navarrete.
Es diu que la guanyadora és la dona més bella de l'univers. Cada concursant representa únicament al seu país d'origen i la guanyadora del títol ho duu per un període d'al voltant d'un any. Miss Univers 2009 és Stefania Fernandez de Veneçuela. Els amos actuals del certamen són la cadena nord-americana NBC, i el magnat estatunidenc Donald Trump. Junts conformen la Miss Universe Organization L.P., LLLP (Organització Miss Univers), que organitza aquest concurs, i els seus dos certàmens germans (Miss Estats Units, i Miss EUA Adolescent); manté, comercia i agenda les activitats i necessitats de les portadores dels títols.
Miss Univers és un concurs molt popular i amb gran seguiment en molts països asiàtics i, sobretot, en els llatinoamericans. En la major part del Carib, Europa i Àfrica, en canvi, és conegut però poc seguit. Mai ha estat guanyat fins ara per una dona dels Països Catalans, ni d'Andorra, ni de l'Alguer (com a representant d'Itàlia), ni representant França o Espanya.

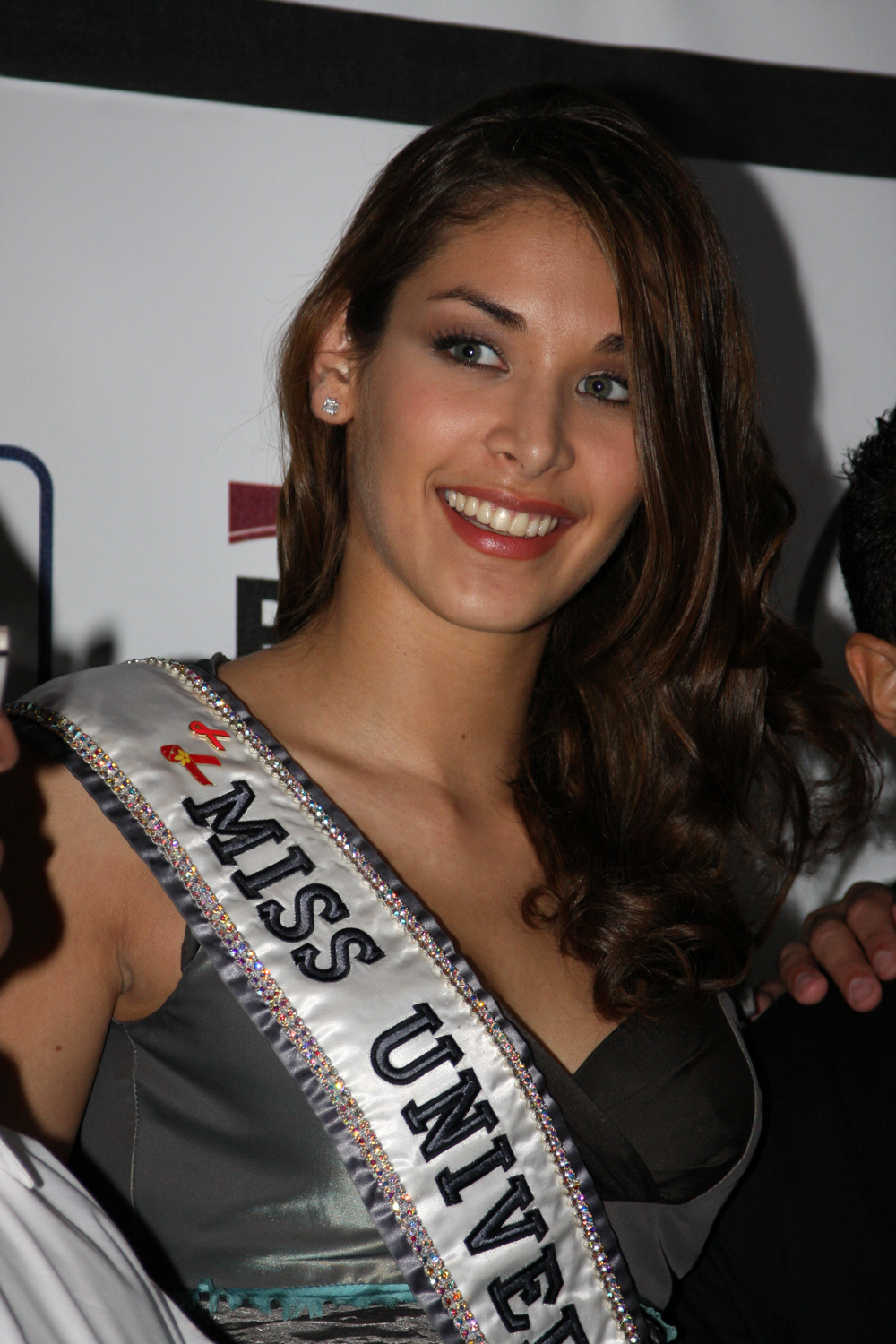
Dayana Mendoza, Miss Univers 2008

## Història
El certamen de bellesa "Miss Universe" (Senyoreta Univers) va ser creat a principis de la dècada dels anys 1950. Deu la seua existència a la Miss Amèrica 1950, Yolande Betbeze, qui va refusar posar amb un dels vestits de bany "Catalina's", provocant la ruptura del contracte que tenia la companyia tèxtil Pacific Mills, amb Miss Amèrica per a promocionar la marca, el que va obligar a Pacific Mills a crear el seu propi concurs per a donar-se promoció, en associació amb l'ajuntament de Long Beach (Califòrnia, Estats Units). Pacific Mills va ser després comprada per Kayser-Roth i més tard per Gulf and Western Industries.
Així, el 28 de juny de 1952, en el Centre Internacional de Convencions de Long Beach (Califòrnia) va veure la llum el certamen Miss Univers. A eixa primera cita, van acudir 30 representants de diferents països, resultant guanyadora Armi Kuusela, de Finlàndia.
Durant la dècada dels 50, Miss Univers es realitzà en Long Beach, on reporters de diversos països i una cadena local cobrien l'esdeveniment. En 1960 la cadena CBS es va adonar de la rellevància del concurs i ho comprà, traslladant-lo a Miami Beach (Florida). Açò desencadenà la molèstia dels habitants de Long Beach, que ja s'havien acostumat a veure cada estiu els seus carrers adornats per la presència de les delegades internacionals; l'ajuntament de Long Beach, va crear un nou certamen al que batejà com International Beauty Congress (Congrés Internacional de Bellesa) que fet i fet es va dir Miss Internacional. Aquest concurs fou comprat en 1967 per uns empresaris japonesos, duent-se'l a Tòquio.
Miss Univers mentrestant, va anar cobrant més i més rellevància i es va convertir en un espectacle transmès a diversos països a través de la CBS. En 1966 es va fer la primera transmissió a color, i en 1972 el concurs va eixir de Miami Beach per a començar el seu viatge pel món. A partir d'aqueix moment ha tingut diverses seus en els cinc continents, i les seues guanyadores també provenen de tots els racons del planeta.
En 1978, les computadores van fer la seua aparició en el concurs. A partir d'eixe any, els jutges qualificaven a les concursants per mitjà d'una terminal electrònica, que sumava i promitjava les qualificacions de cada jutge per a traure la puntuació total de cada concursant. Aquestes qualificacions es mostraven per televisió en la competència en viu. Açò va deixar si es fes en l'any 2003 i es va reprendre aquest costum en 2007. "Catalina's" va deixar de patrocinar el concurs en 1994; a partir d'aqueixa data distintes marques de vestit de bany han ocupat aqueix lloc.
En 1996 el concurs va estar a punt d'anar-se a la fallida, pel que el magnat novaiorquès Donald Trump ho va comprar al costat de Miss Estats Units i Miss Estats Units Adolescent creant així l'Organització Miss Universe (Miss Universe L.P. LLLP), els amos de la qual són ell mateix i el canal nord-americà NBC.

### Corona de Miss Univers
Un dels elements que sempre s'han representat com símbol de Miss Univers és la corona. Aquesta ha patit diversos canvis en els quasi seixanta anys del certamen.
- 1952: la primera corona de Miss Univers, va ser usada únicament en el primer certamen i per Armi Kuusela, Miss Univers 1952. Es tracta d'una rèplica en miniatura de la corona usada per la Reina Isabel II, d'Anglaterra; amb joieria en una base de vellut i amarrada al capdavant per un llistó blanc.
- 1953: la segona corona de Miss Univers va ser usada únicament en el segon certamen i per Christiane Martel, Miss Univers 1953. Era una menuda corona daurada, metàl·lica, amb cinc becs rematats amb una menuda bola; al centre el bec major tenia un menut adorn de brillant.

- 1954-1960: la tercer corona de Miss Univers va ser usada de 1954 a 1960. Es tracta d'una peça prima, adornada amb brillants i perles, l'estructura de les quals estava conformada per deu becs, cinc a cada costat, rematat cadascun d'aquests becs amb una perla. AL centre, la figura d'una estrella ascendent adornava el conjunt, sent aquest l'ornament principal.

- 1961-1962: la quarta corona de Miss Univers va ser usada des de 1961 fins a l'any següent. Era una corona clàssica de reina de bellesa, d'estructura prima, amorfa i simètrica, adornada amb brillants, amb forma d'unes fulles. Al centre, una estrella -enorme- de sis becs, rematava el conjunt.

- 1963-2001: la cinquena corona de Miss Univers és sens dubte la més emblemàtica, coneguda i usada; ha servit d'inspiració per a altres certàmens a tots els nivells. Es tracta d'una corona prima feta de brillants, amb adorns en forma onejada als costats, emmarcant al centre un oval que conté la delicada figura d'una dona amb els braços als costats (el logotip, fins a 1997, de Miss Univers), parada sobre un circule. Aquesta corona, va patir diverses i subtils transformacions durant el seu ús, doncs pas de ser una peça gran, a alguna cosa un poc més delicat i estret. No obstant això l'estructura principal sempre es va conservar i és reconeguda com la corona de *Miss Univers encara avui, ja que s'use per quasi 40 anys.

- 2002-2007: la sisena corona de Miss Univers, dita oficialment Au Fénix, però coneguda com La Corona Mikimoto, va ser usada per primera vegada en 2002, i fins a 2007. Es tracta d'una delicada peça feta de 18 quirats de diamants, 800 brillants, i 120 perles de gran qualitat, conreades per a aquesta peça. El seu valor oscil·lava en els 250,000 dòlars, i les guanyadores en eix període conservaven una tiara de menor valor i grandària, rèplica de la corona. El seu sobrenom prové de la signatura joiera japonesa Mikimoto, que dissenye la corona en 2001, per comanda de l'Organització Miss Univers.

- 2008: La setena corona de Miss Univers es va utilitzar únicament en l'edició de 2008. Dissenyada per Rosalina Tran Lydster de l'empresa Jewelry by Rosalina i Dang Thi Kim Lien de l'empresa CAO Fine Jewelry, ambdues vietnamites. Amb un valor de 120 mil dòlars, està feta d'or blanc i daurat de 18 quirats, i més de mil pedres precioses, entre diamants, quars, i gemmes. Els colors i les pedres tracten de representar la pròspera economia vietnamita i la inspiració i el sentiment que comporta el títol. Aquesta corona, va ser part del contracte per a celebrar aquesta edició de Miss Univers a Vietnam, i va ser un rotund fracàs, ja que va resultar ser una peça insignificant i sense cap impacte. Entre alguns seguidors, es començà a dir a aquesta corona, La Vietnamoto, conjunyint les paraules Vietnam i Mikimoto -signa dissenyadora de la corona anterior-, i entre altres la Corona La meua Alegria, en al·lusió a la signatura de joguets mexicana, burlant-se de la poca qualitat en la confecció d'aquesta joia. Al començament de 2009, Dayana Mendoza, Miss Univers 2008, va deixar d'utilitzar aquesta corona en les seues aparicions, ocupant en el seu lloc la corona Au Fénix.

- 2009-?: la vuitena corona de Miss Univers fou triada per cibernautes de tot el món. L'Organització Miss Univers encarregà a l'empresa Diamond Nexus Labs, destacada per crear pedres precioses en un ambient ecològic i amigable amb l'ambient, el disseny de tres corones, i els cibernautes de tot el món pogueren votar pel seu favorita. Els tres dissenys que Diamond Nexus Labs va posar en votació es diuen Peace (Pau), Unity (Unitat) i Hope (Esperança). El disseny que va obtenir més vots va ser Peace, convertint-la així en la vuitena i actual corona de Miss Univers.

### Banda de Miss Univers
Altre element que ha servit de símbol a Miss Univers és la banda que reconeix a la reina de bellesa; s'hi plasma el títol Miss Universe. Es col·loca a la Miss Univers sobre el muscle dret, travessant el seu tors, fins a caure sobre la part esquerra del maluc. La banda ha patit diversos canvis en els quasi seixanta anys del certamen.
- 1952-1963: la primera banda de Miss Univers, era impresa sobre un llistó gruixut, groc o blanc, el títol era remarcat en un tipus de lletra arial, en majúscules, de color blau marí. Fins a 1958, es va afegir l'any al títol, sent aquest postdatat (Miss Univers 1952 va ser coronada com Miss Univers 1953).

- 1964: la segona banda de Miss Univers fou únicament usada per Corinna Tsopei, Miss Univers 1964. Sobre vellut groc, unes lletres blava marí ressaltaven el títol, sent emmarcada per les ribes amb peluix blanc.

- 1965: la tercer banda de Miss Univers va ser únicament usada per Apasra Hongsakula, Miss Univers 1965. Sobre tela blanca, les lletres en blava marí ressaltaven el títol, sent emmarcada per les ribes amb tela daurada.

- 1966-2000: la quarta banda de Miss Univers començà a usar-se en 1966, i va patir lleugers canvis durant aquest temps, però es pot dir que aquesta va ser, igual que la corona usada quasi el mateix període, la banda més emblemàtica del títol. Sobre tela blanca, brillant, unes lletres color blau rei (en tipus Algerian) remarcaven el títol. El mateix to de blau, adornava les ribes, amb una línia de menuts diamants a l'interior. Algunes Misses Univers d'aquest període, van ser coronades amb la primera banda, però l'oficial era aquesta. En 1966 i 1972 va haver canvis en el tipus de lletra (arial i estafes) i en 1974 la riba es va utilitzar en color roig. Per a 1996, la banda va ser escurçada de grandària.

- 2001-?: la cinquena i actual banda de Miss Univers va començar a utilitzar-se en l'any 2001; es tracta d'un disseny tipogràfic similar al d'una màquina d'escriure, el títol està escrit sobre tela blanca brillant, les lletres són delineades amb grisa fosc i són platejades, igual que les ribes, adornades interiorment per una línia de menuts brillants; Dayana Mendoza, Miss Univers 2008, ha ocupat també una variant d'aquesta banda en negre, en comptes de platejat. Algunes organitzacions nacionals han adoptat dissenys similars per a la seua banda.

#### Altres bandes
- Miss Univers 1991, Lupita Jones, ocupà durant un nombre musical en la transmissió, una banda similar a la de les concursants, que deia Miss Universe.

- Amb motiu de la celebració del certamen de 1994, en Filipines, Gloria Diaz, i Margarita Habiten, van rebre com obsequi una banda, cadascuna, confeccionades sota el quart disseny, i afegint l'any que van guanyar.

- En 2006, diverses Misses Univers es van donar cita a Nova York, per a assistir a un esdeveniment organitzat amb motiu de la presentació d'un llibre al·lusiu al títol i consells de bellesa. Les assistents van rebre una banda commemorativa, similar a l'actual, a la qual s'afegia l'any que van portar el títol.

- Miss Univers 2007, Riyo Mori, va ocupar un disseny en lletra cursiva (i fins ara l'únic que utilitza minúscules), amb lletres i ribes negres, però va anar només en una ocasió.

#### Bandes de les concursants
Cada any, les concursants de Miss Univers, són uniformades amb un disseny de banda, que permet la seua fàcil identificació i són utilitzades en la majoria dels esdeveniments. Es tracta d'una tira llarga de llistó blanc setinat gruixut, sobre el qual es cusen les lletres de feltre negre, formant amb elles el nom del país que representen.
Al llarg de la història, el disseny ha estat molt similar, cosa que assoleix una identificació cap al certamen; s'ha canviat lleugerament la grandària del gruix o del llarg de la banda, o el tipus de lletra, passant de més gruixut, a més prim, o viceversa; o bé les lletres més pegades o més separades, en blava marí o negre. L'únic canvi significatiu, fou en 1987, doncs les concursants usaren bandes les lletres de les quals eren cosides al llistó, assemblant el tipus de lletra de la, en eixe llavors, banda oficial de Miss Univers.